# ريج كينت
ريج كينت هو لاعب هوكي الجليد كندي، ولد في 24 أكتوبر 1944 في ويلينغدون في كندا.

## وصلات خارجية
- ريج كينت على موقع EliteProspects.com (الإنجليزية)
- ريج كينت على موقع HockeyDB.com (الإنجليزية)